# Lilla Melodifestivalen 2007
El Lilla Melodifestivalen 2007 tuvo lugar en Estocolmo el viernes 5 de octubre y fue presentado por Josefin Sundström y Måns Zelmerlöw. Los tres primeros clasificados compitieron en el MGP Nórdico junto con Noruega y Dinamarca.

## Participantes
- Joacim Darin - Världen som vi har
- Amanda & Andrea - Låt oss dansa
- Azech Boys - Kärleken
- Nelly - Om du var här
- The Pretty Girls - Bara du och jag
- Samuel - Jag har alltid velat träffa Jimmy Jansson
- Ängabo Boys - De bästa polarna
- SK8 - Min första största kärlek
- Yo-Z - Jag dissar vem jag vill
- Vendela - Gala Pala Gutchi